# 新宿スカウトバトル
『新宿スカウトバトル』（しんじゅくスカウトバトル、英称: Shinjuku Scout Battle ）は、AV GAMESとWILLが開発しFANZA GAMES（2020年3月まではDMM GAMES.R18）より配信されていたブラウザゲーム。2019年12月2日サービス開始。基本プレイ無料（アイテム課金制）。対応環境はWindows版がWindows 7 64bit以上、Mac版はOS X 10.10以上。推奨ブラウザはいずれもGoogle Chrome 最新版。 
スマートフォン（Android）版もリリースされ、同プラットフォーム版はGoogle Play Storeを介さずDMM GAMESより直接ダウンロードする「野良アプリ」となる。

## 概要
2019年10月29日よりDMM GAMESで事前登録開始。2019年12月2日に正式リリース。R-18作品。
新宿・歌舞伎町を舞台にした実写セクシャルRPGであり、実在のAV女優がキャラクターとして登場する。出演女優はWILL傘下のAVメーカー出演女優。撮りおろしも一部あるが、全体としてはAV作品からの流用が多い。
プレイヤーは新人スカウトマンとなり、スカウトした女優とともにAV業界の敵である悪徳スカウトマンや違法アップローダー、裏の組織や海外マフィアと戦い、「600億円の女」と呼ばれる謎の女性を追うシナリオとなっている。
2020年10月30日16:00をもってサービスを終了した。
2021年10月19日より台湾翻訳版が『東京女優大集結 ～Tokyo Actress Unite～』のタイトルでjohren.gamesからリリース。

## ゲームシステム
バトル編成は5人一組。各キャラクターカードには「属性」と「攻撃距離」がそれぞれ設定されている。各キャラクターにはHP、攻め、守り、速さのパラメーター。これらの数値に影響を与えるアビリティが設けられている。このほかパッション、クール、ガーリー、セクシー、ピュアの5種の属性。近距離、中距離、遠距離の得意戦闘距離、保持する特技、奥義があり、対戦に応じたデッキを組んでいく。

## ゲームモード

### ストーリー
メインクエストを進めるモード。シナリオは読み直し可能。一度クリアしたシナリオ動画を見返すことも可能。難易度は3段階用意され、シナリオは同一ながら報酬などが異なる。2020年2月現在全9章（1章×10ステージ）で構成されている。同年7月に第11章までが追加。
- 序章
- 第一章「泡沫の夢」
- 第二章「法外の種」
- 第三章「愛の光明」
- 第四章「あざの行方」
- 第五章「その名はヴィーナスバウト」
- 第六章「つわものども」
- 第七章「其処に女在り」
- 第八章「野蝶はAV女優の夢を見るか」
- 第九章「蒔いた種は刈らねばならぬ」
- 第十章「混沌」
- 第十一章「跳梁跋扈」[5]

### イベントクエスト
- キャラクターを育成するための強化・進化素材を入手できる。素材は美容液やエステなどの美容系の名称。装備品は実際のアダルトビデオのパッケージとなっている。曜日や時間によって報酬素材が異なる。

- 期間限定のキャラクターカード入手イベントも設けている[6]。

### 100人斬り
- 迫りくるブリーフ姿の敵を連続撃破して、100人斬りを目指すモード。倒した人数に応じてアイテムが入手できる。

### 聖地巡礼

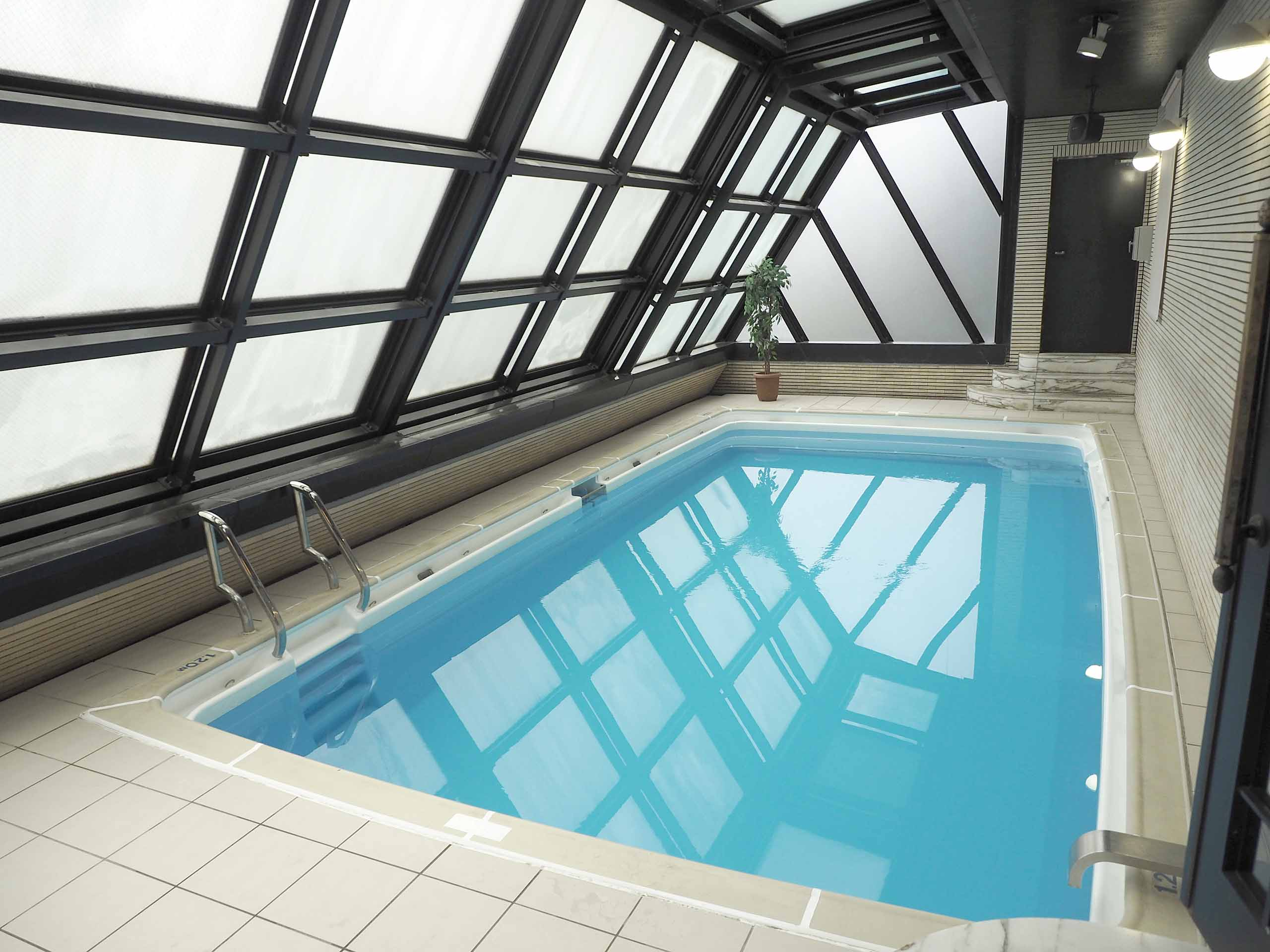
ゲーム中で「聖地」と呼ばれたプール

- 「例のプール」で繰り広げられる、最強組織幹部との格闘レッスンモード。曜日ごとに対戦できる九頭竜会メンバーが異なる。

### ヴィーナスバウト
- 地下闘技場で頂点を目指すモード。1vs1の勝負となる。

### レイド
- メインクエストを進めると現れる強敵を他プレイヤーと共同で撃破するモード。ボスは違法アップローダーを束ねるマシン、ビッグシード。

## 主要登場人物

### 主人公と初期の関係者
主人公
プレイヤーの分身。名前は自由に命名可能。上京したばかりの歌舞伎町で早々、スーツ姿の男たちにつかまってしまう。適正ある女性をAV事務所にスカウトし、逆に悪徳スカウトから女性を守ることが目的とする。
椎名 そら（しいな そら）
演 - 椎名そら
歌舞伎町で歌うショートカットのストリートシンガー。主人公と最初に遭遇することになる。格闘面ではシックスストリングスコマンドサンボというギターを用いた格闘術を使う。
ストリートシンガーという設定は演じる椎名のデビュー作での設定に準ずるもの。
台湾版での表記は「椎名空」。
明日花社長（あすか しゃちょう）
演 - 明日花キララ
AV女優事務所社長。悪徳スカウトマンに追われていた主人公と椎名そらを助ける。武器として中国由来の鞭杆（ベンガン）を使用する棒術使い。
台湾版での表記は「明日花綺羅」。
三上 悠亜（みかみ ゆあ）
演 - 三上悠亜
明日花社長の秘書。国際機関諜報員の顔も持ち、事務所での勤務は潜入捜査の一環であった。特技はアーチェリー。
台湾版での表記は「三上悠亞」。
謎の女
演 - 高橋しょう子
背中にあざを持つ通称「600億の女」。様々な組織から狙われている。タンタをベースに二刀の棒を縦横無尽に操る。
謎の少女という設定は変わらないが、台湾版での表記は「高橋聖子」。
マサ
演 - 月野帯人
AV女優事務所マネージャー。ストーリー中盤に加入。戦闘には不参加。もともとは兎童賦拳連合に所属し、七沢みあの幼馴染であった。

### 九頭竜会
ニの竜（にのりゅう）
演 - 神宮寺ナオ
海外マフィア『九頭竜会』のニの竜。超至近距離での八極拳を得意とする。
三の竜（さんのりゅう）
演 - 吉高寧々
海外マフィア『九頭竜会』三の竜。八卦掌の使い手。キャバクラ勤務。
四の竜（よんのりゅう）
演 - 大島優香
海外マフィア『九頭竜会』四の竜。査滑拳の使い手。
五の竜（ごのりゅう）
演 - 本田岬　
海外マフィア『九頭竜会』五の竜。鷹爪翻子拳を得意とする。忠君として知られる。
六の竜（ろくのりゅう）
演 - 水卜さくら
海外マフィア『九頭竜会』六の竜。形意拳の使い手。
七の竜（ななのりゅう）
演 - 松本菜奈実
海外マフィア『九頭竜会』七の竜。太極拳の使い手。
八の竜（はちのりゅう）
演 - 麻里梨夏
海外マフィア『九頭竜会』八の竜。翻子拳を会得している。戦闘狂。
つぼみ
演 - つぼみ
謎に包まれた女帝。帝王拳技の使い手。
向井 藍（むかい あい）
演 - 向井藍
スーツ姿の逃亡犯。螳螂拳の使い手である。かつては「一の竜」の名で九頭竜会に籍を置いていた。

### 地下格闘場の人々
桜（さくら）
演 - 桜もこ
地下格闘場『ヴィーナスバウト』で戦う総合格闘家。通称・鳳凰。
台湾版での表記は「櫻萌子」。
明里 つむぎ（あかり つむぎ）
演 - 明里つむぎ
『ヴィーナスバウト』四天王のひとり。ジークンドーを極める格闘家。通称・麒麟。
台湾版での表記は「明里紬」。
夢乃 あいか（ゆめの あいか）
演 - 夢乃あいか　
『ヴィーナスバウト』四天王のひとり。メイド服姿だが空手を得意とする。通称・白虎。
台湾版での表記は「夢乃愛華」。
奥田 咲（おくだ さき）
演 - 奥田咲　
『ヴィーナスバウト』の四天王のひとり。レスリングを主体に締め技を得意とする。玄武を司っている。
葵（あおい）
演 - 小野夕子
愛で戦う愛貴道を使う格闘家。『ヴィーナスバウト』最強の一角と噂される。

### アビダック
君島 みお（きみじま みお）
演 - 君島みお
倫理機構団体『アビダック』代表。アダルトビデオを違法アップロードしている集団を追っている。特殊制圧弾を装填したショットガンを所持。
台湾版での表記は「君島美緒」。
星野 ナミ（ほしの なみ）
演 - 星野ナミ　
倫理機構団体『アビダック』職員。君島とともに行動する。沖縄空手使い。
台湾版での表記は「星野娜美」。

### 警備員
星奈 あい（ほしな あい）
演 - 星奈あい
警備会社バサースト代表。ハウススタジオ支配人、病院院長と多くの顔を持つ。武器はトンファー。
楓 カレン（かえで かれん）
演 - 楓カレン
バサーストの女警備員。星奈より上の役職に見られることが多いが部下である。
台湾版での表記は「楓花戀」。

### 義惚会
希島 あいり（きじま あいり）
演 - 希島あいり　
超党派代議士連盟『義惚会』弁護士兼代議士秘書。
加藤 嗣仁（かとう つぐひと）
恰幅のいい代議士。秘書の希島の調査を受け、AV業界を守るために協力するが……。

### その他歌舞伎町の人々
謎の変態女（なぞのへんたいおんな）
演 - 君島みお
金髪にサングラスといういでたちの謎多き女性。コートの下は下着姿。姿格好からは想像つかない少林拳の使い手。
天海 つばさ（あまみ つばさ）
演 - 天海つばさ
警棒片手にクラヴマガで応戦する、アイドル事務所のマネージャー。
桃乃木 かな（もものぎ かな）
演 - 桃乃木かな　
ムエタイを得意とする人気アイドル。『ヴィーナスバウト』では実況を担当。
台湾版での表記は「桃乃木香奈」。
羽咲 みはる（うさ みはる）
演 - 羽咲みはる　
新人AV女優。ハンドバッグを振り回し戦う。
初川 みなみ（はつかわ みなみ）
演 - 初川みなみ　
古武術に通ずるテニス選手。ウィンブルドンを目指しているが、AV制作会社のADでもある。
桜空 もも（さくら もも）
演 - 桜空もも　
看護護身術使いのナース。武器は巨大な注射器。
追加クエストではボンデージスーツを着こみ「女スパイの真似をするため夜の病院に忍び込むのが趣味」という設定が加わった。
橋本 ありな（はしもと ありな）
演 - 橋本ありな　
陰月流手裏剣投術の使い手。その正体は忍者。淫術修行に励む。
台湾版での表記は「橋本有菜」。
相沢 みなみ（あいざわ みなみ）
演 - 相沢みなみ　
モンゴル相撲が得意な元デリヘル嬢。
天使 もえ（あまつか もえ）
演 - 天使もえ　
カラスを操るスイーパー。悪徳スカウトマンにつかまっていた際、主人公と出会う。性豪と呼ばれる一人。
台湾版での表記は「天使萌」。
小島 みなみ（こじま みなみ）
演 - 小島みなみ　
歌舞伎町の町内会長。2丁の水鉄砲が武器。性豪と呼ばれる一人。
佐山 愛（さやま あい）
演 - 佐山愛　
システマ使いの元AV女優。明日花社長の事務所でマネージャーとなる。
川上 奈々美（かわかみ ななみ）
演 - 川上奈々美
カメラコマンドーなるカメラを武器にする武術で戦うジャーナリスト。
ストーリーモード再開時にも、「これまでの出来事を調査してきた」という形で登場。あらましを再確認できる。
東 凛（あずま りん）
演 - 東凛　
弁当屋ほてっと亭の美人女将。ついつい体がほてってしまう。得意格闘技はサバット。
あべ みかこ
演 - あべみかこ　
合気道を習う女の子。学生。ひた隠しにしているが実はAVファン。
Hitomi（ひとみ）
演 - Hitomi
喧嘩柔術を得意とする金貸し。返済してくれるならと、なんでも屋のように主人公のサポートも行う。
山岸 逢花（やまぎし あいか）
演 - 山岸逢花　
長槍を操る高級クラブ『レッドバハムート』のナンバーワン嬢。
深田 えいみ（ふかだ えいみ）
演 - 深田えいみ
メイドロイド空手の師範。追加イベントではサキュバスへの変身能力なども手に入れる。
台湾版での表記は「深田詠美」。
星宮 一花（ほしみや いちか）
演 - 星宮一花
オーガナイザーの孫娘。白鶴拳を得意とする。
七沢 みあ（ななさわ みあ）
演 - 七沢みあ
カポエイラ使いの美少女。
益坂 美亜（ますざか みあ）
演 - 益坂美亜
DVD販売店の店長。ルチャリブレ使い。
北条 麻妃（ほうじょう まき）
演 - 北条麻妃
オーガナイザーに所属する不動産会社社長。金銭を投擲するセレブ神拳の使い手。
篠田 ゆう（しのだ ゆう）
演 - 篠田ゆう
家政婦。モップを刀のように振り回し戦う。
蓮実 クレア（はすみ くれあ）
演 - 蓮実クレア
三節棍を駆使するキャバクラ嬢。
JULIA（じゅりあ）
演 - JULIA
フィットネスジムのインストラクター。シュートボクシングの選手としても活動する。
AIKA（あいか）
演 - AIKA
主人公とクラブで出会うことになるイケイケのギャル。チャクラムを手に、ダンスを踊るように戦う。
希崎 ジェシカ（きさき じぇしか）
演 - 希崎ジェシカ
ドローン研究家。ドローンを手足のように操る、知的好奇心旺盛な科学者。研究の為とあらば医師やレースクイーンまでこなす。
追加クエストではクリスマスイベントの発端者。台湾版は「希島潔西卡」。
波多野 結衣（はたの ゆい）
演 - 波多野結衣
総合格闘家。大の喧嘩好きで、興奮することを追い求めている。
アレックス　
スカウトマンを束ねる派遣業「アーミテイジ」代表。実は痔ろう持ち。
台湾版では「阿列克斯」。
兎童賦拳連合（とどうふけんれんごう）
演 - 今井勇太
全国に支部のある半グレ一味。サングラスの巨漢。
ホームレス
演 - 吉村卓
不思議な力を持つ謎のホームレス。主人公には「おじいちゃん」、仲間うちには「タク」と呼ばれる。

### 追加クエストの新規登場人物
枢木 あおい（くるるぎ あおい）
演 - 枢木あおい
人を惑わすサキュバス。枢木一族に伝わる太古の淫夢の力を操る。淫夢の因子に理性を焦がされながらも事件解決に奔走。
乃木 蛍（のぎ ほたる）
演 - 乃木蛍
マネージャー・マサの友人。現役ではないのだが日常的に高校の制服を着ている。地上げに遭う母校を守るため立ち上がる。特技はシュートボクシング。
西宮 ゆめ（にしみや ゆめ）
演 - 西宮ゆめ
伝説のキャバ嬢に憧れ歌舞伎町へやってきた。父が保有していたキャバクラ雑誌で見た伝説のキャバ嬢を探している。自分を磨くため裸エプロンを着衣。
葵 つかさ（あおい つかさ）
演 - 葵つかさ
死現流一刀術を使う剣士。サンタクロースの姿で日本刀を持ち歩く。
安齋 らら（あんざい らら）
演 - 安齋らら
別次元からやってきた半裸の女騎士。ゲーム「ハーレムオブパイレーツ」コラボキャラクター。
由愛 可奈（ゆめ かな）
演 - 由愛可奈
鷹の目の異名を持つ戦場の狙撃手。休暇中に歌舞伎町を訪れ、主人公と出会う。射程圏内が広いらしい。2020年追加、傭兵編からの出演。
伊賀 まこ（いが まこ）
演 - 伊賀まこ
鷹の目とともに歌舞伎町にやってきた傭兵。可奈と途中ではぐれてしまう。可奈は逆に近接銭湯を得意とする。2020年追加、傭兵編からの出演。
坂道 みる（さかみち みる）
演 - 坂道みる
ソープランド勤務の人気風俗嬢。泡姫は両親への仕送りのため、そして合気道と泡をブレンドしたバブルエクスタシー銭湯術を磨くための一環だった。
伊藤 舞雪（いとう まゆき）
演 - 伊藤舞雪
ボンデージ姿のSM女王。女神や調教師とも呼ばれる。得意技は鞭を操る「サディスティック・ラヴ」。
美谷 朱里（みたに あかり）
演 - 美谷朱里
ヴィーナスファイト最強の格闘家。愛貴道の達人。特技は2体に420パーセントのダメージを与える「大獄掌」。主人公のAV女優へのスカウトに受けて立つ。

### 台湾版の登場人物
日向真凛
演 - ひなたまりん
柳美憂
演 - 柳みゆう

## スタッフ
- 開発：AV GAMES、WILL
- 音楽：OdiakeS[25]